# Gran Consiglio (Nidvaldo)
Il Gran Consiglio del Canton Nidvaldo (in francese Landrat du canton de Nidwald ed in tedesco Landrat des Kantons Nidwalden) è un parlamento cantonale di Nidvaldo.